# Francesc Daniel Molina i Casamajó
Francesc Daniel Molina i Casamajó (Vic, 1812 - Barcelona, 5 de juliol de 1867) fou un arquitecte català.
Fill de Francesc Molina, militar, i de Maria Casamajó (o Campmajor) natural de la Seu d'Urgell. Els primers estudis els va realitzar a l'Escola de la Llotja de Barcelona i l'any 1843 es va titular a l'Acadèmia de Belles Arts de San Fernando de Madrid. El 1850 fou elegit acadèmic numerari de la Reial Acadèmia Catalana de Belles Arts de Sant Jordi.
L'any 1852 va construir el santuari de la Mare de Déu de la Misericòrdia de Canet de Mar. Però el seu projecte més important va ser el de la plaça Reial de Barcelona els anys 1848/59, tractada com la tradicional plaça de la Itàlia del nord, amb la planta baixa porticada i façanes neoclàssiques i feu en el mateix estil la façana del Teatre Principal, quan fou rehabilitat, després de l'incendi que va sofrir l'any 1845.
En succeir en el càrrec d'arquitecte municipal l'any 1855 a Josep Mas i Vila, va projectar l'escut del timpà superior de la façana neoclàssica de la Casa de la Ciutat, així com el Saló de la Regina Regent que acabà l'any 1860. El 1861, com a arquitecte provincial, li fou encarregat un pla d'ordenació urbanística de Sabadell.
La plaça Molina de Barcelona i el carrer de Daniel Molina a Sabadell porten aquest nom en honor seu.